# Gruppo Sportivo Mira 1980-1981
Questa voce raccoglie le informazioni riguardanti  il Gruppo Sportivo Mira nelle competizioni ufficiali della stagione 1980-1981.

## Rosa
| N. |                   | Ruolo | Calciatore         |
| -- | ----------------- | ----- | ------------------ |
|    | Italia (bandiera) | C     | Luigi Biasiolo     |
|    | Italia (bandiera) | D     | Renzo Bonato       |
|    | Italia (bandiera) | A     | Lino Bistrot       |
|    | Italia (bandiera) | D     | Adriano Callegaro  |
|    | Italia (bandiera) | C     | Leandro Callegaro  |
|    | Italia (bandiera) | A     | Antonio Gabrielli  |
|    | Italia (bandiera) | C     | Alessandro Gallina |
|    | Italia (bandiera) | A     | Ennio Gazzetta     |
|    | Italia (bandiera) | P     | Adriano Magrin     |

| N. |                   | Ruolo | Calciatore       |
| -- | ----------------- | ----- | ---------------- |
|    | Italia (bandiera) | D     | Franco Marchesin |
|    | Italia (bandiera) | C     | Danilo Niero     |
|    | Italia (bandiera) | D     | Roberto Rizzo    |
|    | Italia (bandiera) | A     | Sandro Scatto    |
|    | Italia (bandiera) | D     | Renzo Stevanato  |
|    | Italia (bandiera) | D     | Giovanni Tasca   |
|    | Italia (bandiera) | P     | Renzo Tramonte   |
|    | Italia (bandiera) | C     | Paolo Traverso   |
|    | Italia (bandiera) |       | Vianello         |